# 高嶋頌介
高嶋 頌介 (たかしま ようすけ、1987年9月29日 - ) は、日本の建築家。一級建築士。一級建築士事務所「髙嶋頌介建築設計事務所」代表。

## 来歴・人物
石川県金沢市に生まれる。石川工業高等専門学校出身。wadastudioに勤務後、2018年に高嶋頌介建築設計事務所（旧takiatelier）を設立。

## 作品
- 甍酒蔵/ILAKA JAPANESE SAKE ATELIER（長野県）
- sez（東京都）
- UNH（石川県）
- restaurant L'aube（東京都）
- Lily hair&spa（石川県）
- wellspring point SUZU（石川県）
- pâtisserie L'aube 花鏡庵（石川県）
- 金沢船盛り定食あっぱれ（石川県）
- UGH（石川県）
- FOODCLUB_CROSS GATE KANAZAWA（石川県）　商店建築2022年6月号に掲載「FOODCLUB」
- morinomiya RPG（大阪府）
- ムライ食堂（石川県）
- OMH（富山県）
- KKH（石川県）
- MORON CAFE/FILL THE BLL MERCANTILE（石川県）
- SIO（富山県）
- 無垢/muku（石川県）
- WING IT（大阪府）